# Porto de Santa Cruz
Porto de Santa Cruz (llamado oficialmente O Porto de Santa Cruz) es un pueblo español de la parroquia de Liáns, del municipio de Oleiros, ubicado en la provincia de La Coruña (Galicia). 

## Demografía
Según el padrón municipal (IGE 2015) la Parroquia de Liáns cuenta con 10.301 habitantes, de los cuales 2.623 son habitantes del pueblo.

## Patrimonio

### Castillo de Santa Cruz
El Castillo de Santa Cruz fue mandado construir por Diego das Mariñas en el siglo XVI para completar el sistema defensivo de La Coruña, junto con los castillos de San Antón, San Diego y San Amaro. En la actualidad es propiedad del Ayuntamiento de Oleiros y alberga el Centro de Extensión Universitaria y Divulgación Ambiental de Galicia (CEIDA).

### Museo
El museo de Oleiros forma parte del Centro Cultural As Torres de Santa Cruz, situado en la Torre de Santa Cruz. Acoge una colección única de Europa de cerámica popular, y es la sede de Alfaroleiros, una de las ferias más importantes de cerámica tradicional de España, que cada año acoge a cientos de Oleiros que exponen sus piezas.

## Playas

### Playa de Santa Cruz

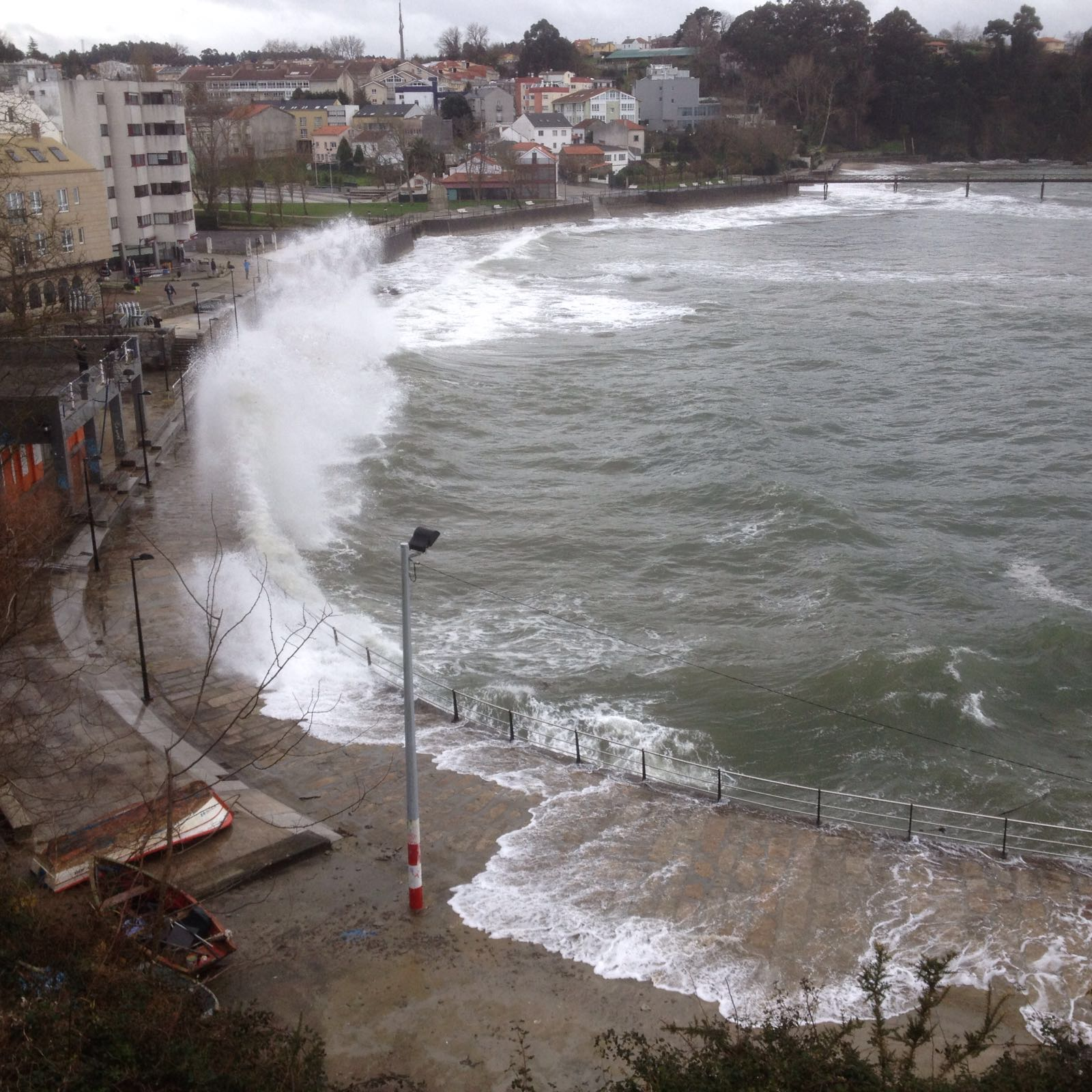
Puerto de Santa Cruz.

Esta playa urbana está situada a las faldas del Castillo de Santa Cruz, tiene una longitud de 280 metros y 22 metros de ancho aproximadamente. Compuesta principalmente de grava y arena dorada junto a un paseo marítimo que acompaña dicha playa llegando hasta el puerto de Santa Cruz.

## Deportes
- Pista polideportivo Meixofrio: Construida para el goce y disfrute de la población. Dispone dos porterías, cuatro canastas de baloncesto e iluminación artificial.
- Porto de Santa Cruz: Utilizada para diversas actividades náuticas municipales como cursos de kayak de mar, gracias al poco oleaje.
- Pista polideportiva Santa Cruz: Rodeado de vegetación y una valla que protege todo el polideportivo, dispone también de dos porterías.

## Auditorio

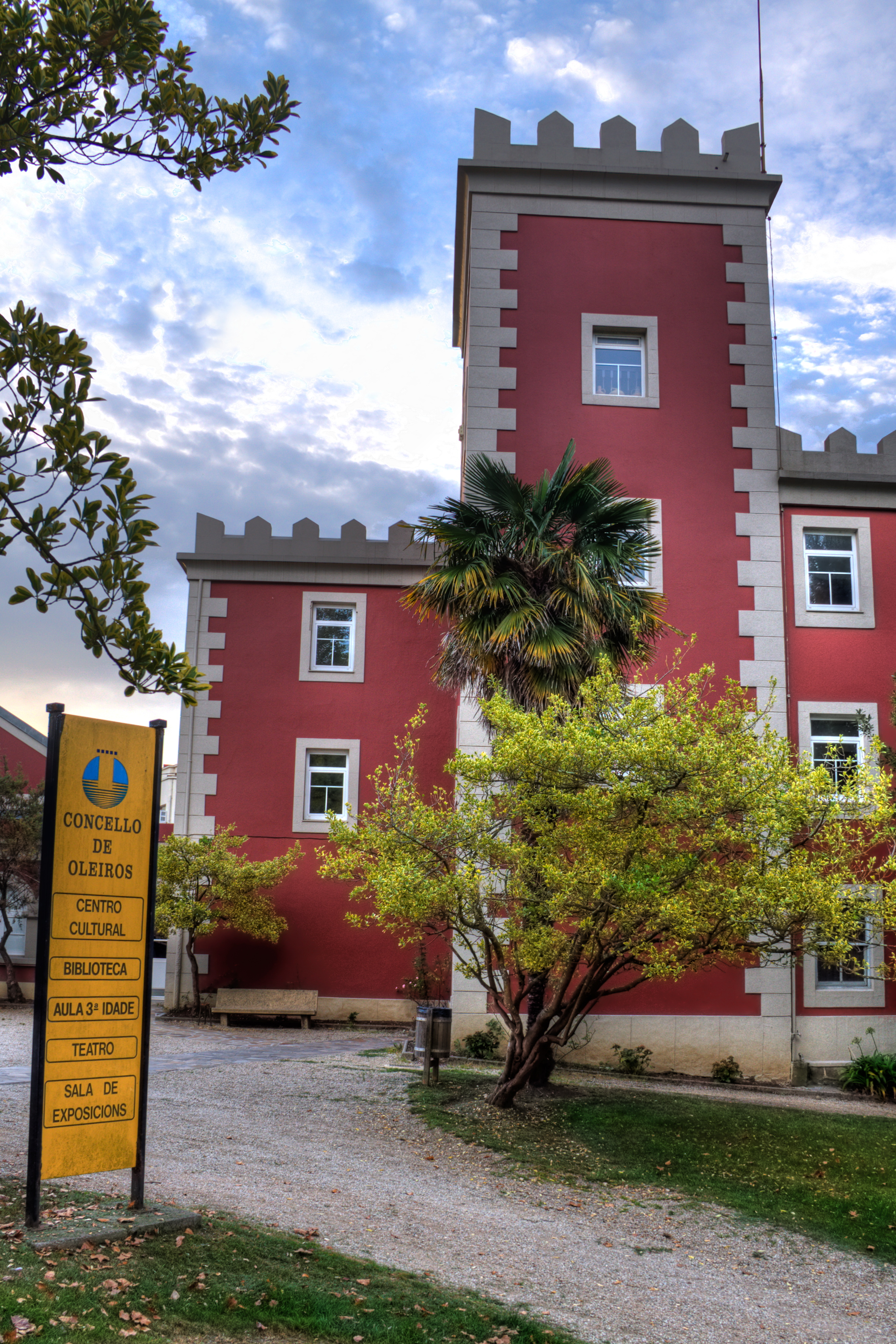
Teatro Municipal As Torres.

- Teatro Municipal As Torres. Ubicado en un antiguo Pazo das Torres y rodeado de una variada vegetación, el centro está conformado por:
- Museo os Oleiros: Acoge una colección única de Europa de cerámica popular, y es la sede de Alfaroleiros, una de las ferias más importantes de cerámica tradicional de España, que cada año acoge a cientos de Oleiros que exponen sus piezas.
- Biblioteca Rosalía de Castro.
- Teatro as Torres.
- Casa da Gardesa. En este edificio se realizan diversas representaciones teatrales, conciertos, ensayos de corales, y grupos de gaitas (cuenta con un aforo de 120 max.).

## Centros municipales
- Centro cívico Santa Cruz: En él se sitúa un aula de reunión para la tercera edad, donde se desarrollan distintas actividades como: talleres, reuniones, baile, etc.
- Centro de Lecer Portaberta: Dicho centro está destinado a jóvenes entre 12 y 18 años quienes realizan actividades como talleres manuales-artísticos, cocina, teatro, etc.

## Parques

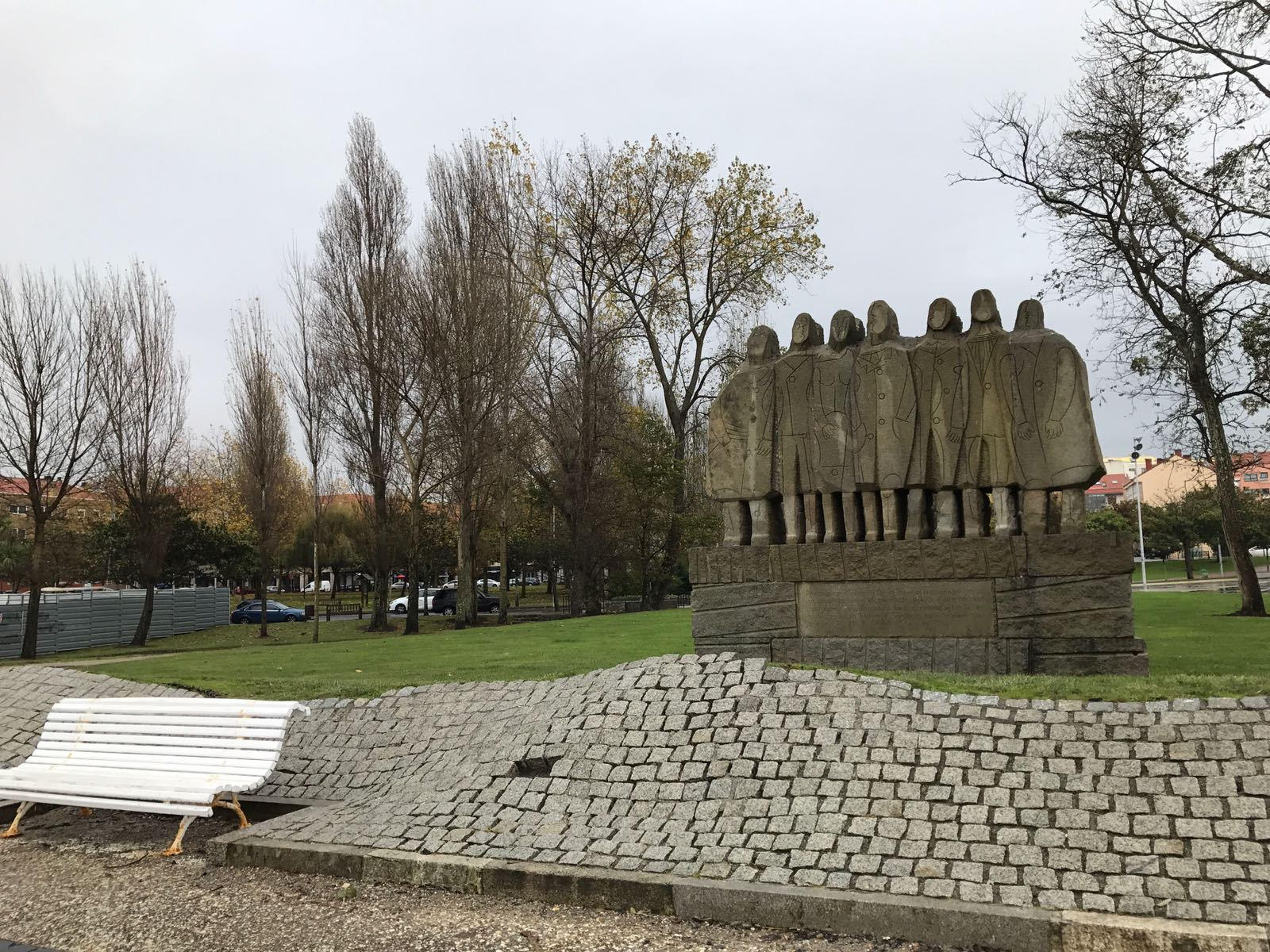
Parque Luis Seoane, Mmonumento a los inmigrantes.

- Parque Luis Seoane. En el corazón de Santa Cruz, cerca de la playa y del castillo encontramos una zona de descanso y distracción. Esta zona está dividida en dos partes por la carretera general de Santa Cruz, la primera zona a pocos metros de la playa y la segunda de mayor extensión destaca por el estanque donde habitan numerosos patos y variada vegetación.

## Educación
- Isidro Parga Pondal. Colegio de educación infantil y primaria el cual dispone de pista y pabellón polideportivo, biblioteca. Aquí se realizan algunas actividades complementarias que brindan el Ayuntamiento y otras instituciones.
- IES María Casares. Instituto de educación secundaria y bachillerato

## Fiestas
- Semana cultural, celebración peculiar organizada por la Asociación de Vecinos Santaia, normalmente realizada la tercera semana del mes de agosto.

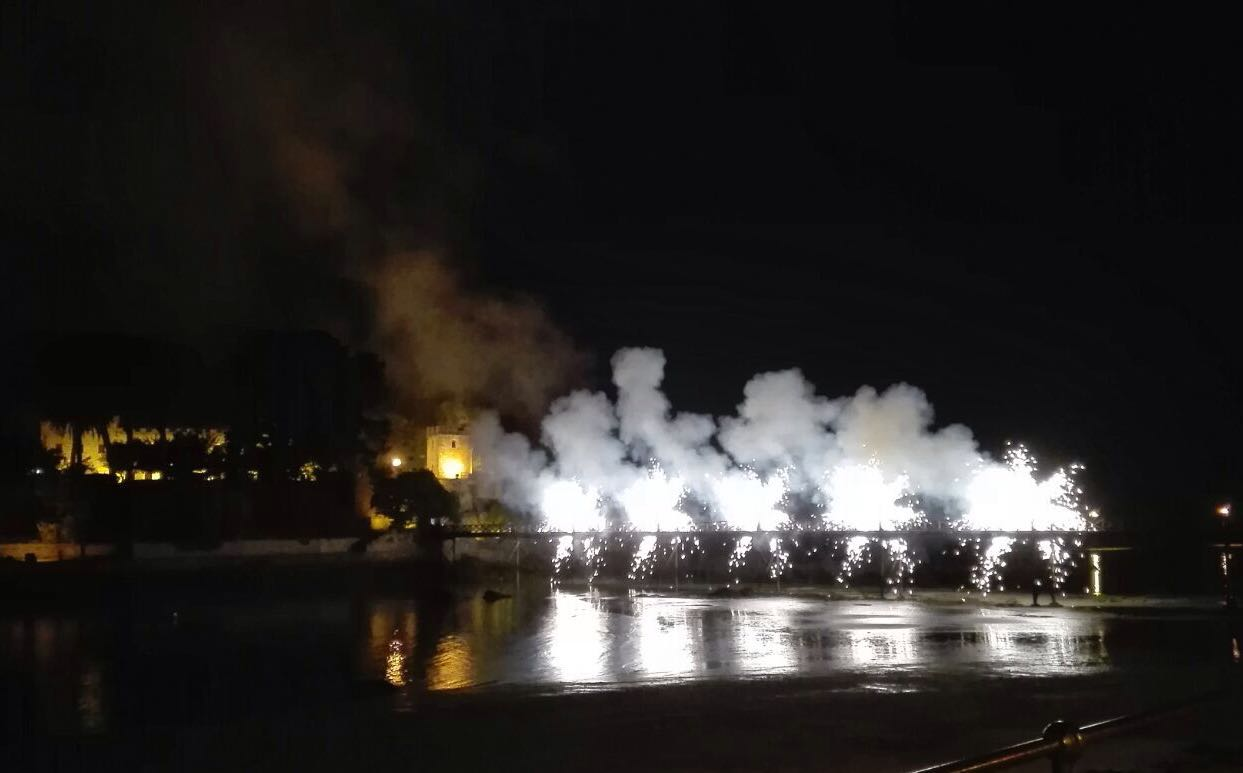
Fiestas de Santa Cruz.

- Fiestas de Santa Cruz, organizada por la comisión de fiestas de Santa Cruz. Durante cinco días de agosto se celebran la fiesta de chorizo Santaia, fiesta de los callos, fiesta para niños con hinchables en el Parque Luis Seoane, churrascada, mejillonada, fiesta del langostino, sardiñada, fuegos artificiales y demás. Además, durante el primer día la ruta Xacobebo recorre todos los bares del pueblo. Por las noches actúan distintas orquestas y grupos de música.